# Alberik II av Spoleto
Alberik II av Spoleto, född 912, död 954, var Roms överhuvud mellan 932 och 954, såsom patricier, princeps samt senator av Rom.

## Biografi
Alberik II var son till Alberik I av Spoleto och Marozia, som efter faderns död gifte om sig. Genom fadern var han greve av Tusculum och ärvde hertigdömet Spoleto när fadern avled under sonens barndom. Alberik II tillställde 932 ett folkupplopp i Rom för den skymfliga behandling som styvfadern, kung Hugo av Italien, lät honom utstå. Hugo måste fly till Lombardiet, och Alberik lät fängsla såväl sin moder Marozia som hennes son, påven Johannes XI, som var Alberiks halvbror. Själv fick han högsta makten i Rom under titeln "furste och alla romares senator".
Alberik styrde sedan Rom med kraft och klokhet till sin död (954), avvärjde upprepade anfall från kung Hugo, och behärskade även fullständigt påvemakten. I syfte att förena den andliga och världsliga makten i Rom lät han adeln, före sin egen död, gå ed på att vid nästa vakans vid påvestolen göra hans son Ottaviano till påve, som dessutom ärvde Alberiks världsliga makt. Detta skedde också år 955, när Ottaviano uppsteg på Petrus tron som Johannes XII.
Alberik var gift med sin styvsyster Alda, dotter till Hugo av Arles.